# Glaphyra lecta
Glaphyra lecta là một loài bọ cánh cứng trong họ Cerambycidae.